# Чукавина, Анна Прокофьевна
Анна Прокофьевна Чука́вина (1929—1985) — советская учёная-геоботаник, специалист по высокогорной флоре Таджикистана, кандидат биологических наук (1967).

## Биография
Родилась в 1929 году. Училась в Таджикском государственном университете, окончила его в 1954 году, после чего стала работать в Институте ботаники АН Таджикской ССР систематиком высших растений. В 1967 году Анна Прокофьевна защитила диссертацию на соискание степени кандидата биологических наук под руководством Павла Николаевича Овчинникова.
Анна Прокофьевна Чукавина многократно путешествовала по Таджикистану и сопредельным республикам, занимаясь флористическими исследованиями. Несколько лет исследовала растительность соляной горы Ходжа-Мумин.
А. П. Чукавина — редактор VII тома «Флоры Таджикской ССР», принимала участие в написании и редактировании монографии «Флоры Таджикистана», а также обработала род Горец для «Определителя Средней Азии». Планировала издать совместную с немецкими учёными монографию рода Лук.
Анна Прокофьевна участвовала в XII Международном ботаническом конгрессе в Ленинграде (1975).
Работала старшим научным сотрудником Института ботаники. 1 марта 1985 года Анна Прокофьевна Чукавина скоропостижно скончалась.

## Виды растений, названные в честь А. П. Чукавиной
- Artemisia czukavinae Filatova, 1986 [≡ Seriphidium czukavinae (Filatova) Y.R.Ling, 1999]
- Asperula czukavinae Pachom. & Karimova, 1987 — Ясменник Чукавиной
- Nepeta czukavinae Kamelin & Lazkov, 2012
- Polygonum czukavinae Soják, 1974, nom. nov.